# Kazimierz Kapera
Kazimierz Kapera (ur. 14 lipca 1942 w Jodłowniku) – polski polityk, nauczyciel akademicki, doktor nauk medycznych, działacz społeczny, poseł na Sejm III kadencji.

## Życiorys
Z wykształcenia lekarz stomatolog. W 1967 ukończył studia na Wydziale Lekarskim Akademii Medycznej w Krakowie, a w 1991 uzyskał stopień doktora nauk medycznych. Został wykładowcą Uniwersytetu Jagiellońskiego.
W 1990 został dyrektorem wydziału zdrowia w urzędzie wojewódzkim. W 1991 został wiceministrem zdrowia w rządzie Jana Krzysztofa Bieleckiego, odwołano go po dwóch miesiącach w związku z jego publicznymi wypowiedziami, m.in. nazwaniem homoseksualistów zboczeńcami roznoszącymi AIDS. Do 1996 ponownie pracował w administracji województwa krakowskiego. W 1993 kandydował bez powodzenia do Senatu z ramienia ZChN. W tym samym roku objął przewodnictwo Polskiej Federacji Stowarzyszeń Rodzin Katolickich, od tego czasu był wybierany na kolejne kadencje.
Od 1996 zasiadał we władzach Akcji Wyborczej Solidarność (jako członek tymczasowego zespołu koordynacyjnego, a od 1997 wiceprzewodniczący). Z listy AWS sprawował mandat posła na Sejm III kadencji. W 1998 był wśród założycieli Ruchu Społecznego AWS. W latach 1997–1999 pełnił funkcję pełnomocnika rządu do spraw rodziny w rządzie Jerzego Buzka. W 2001 nie został ponownie wybrany do Sejmu, kandydując z listy Akcji Wyborczej Solidarność Prawicy.
W wyborach samorządowych w 2002 bez powodzenia kandydował z ramienia Ligi Polskich Rodzin na prezydenta Krakowa (otrzymał 9,19% głosów). W 2003 założył partię Rodzina-Ojczyzna, której został prezesem. Z jej ramienia w 2005 bezskutecznie ubiegał się o mandat senatora. Ugrupowanie zostało później wykreślone z ewidencji.